# Nannamoria
Nannamoria is een geslacht van weekdieren uit de klasse van de Gastropoda (slakken).

## Soorten
- Nannamoria amicula Iredale, 1929
- Nannamoria breviforma Bail & Limpus, 2008
- Nannamoria bulbosa Bail & Limpus, 2008
- Nannamoria gotoi Poppe, 1992
- Nannamoria inflata Bail & Limpus, 2008
- Nannamoria inopinata Darragh, 1979
- Nannamoria parabola Garrard, 1960
- Nannamoria ranya Willan, 1995